# Weißenstein (Regen)

Der gläserne Wald

Das Dorf Weißenstein liegt bei Regen im Bayerischen Wald. Früher mit anderen Ortschaften und Weilern die Gemeinde Eggenried bildend, ist Weißenstein seit der Eingemeindung von Eggenried am 1. Juli 1964 ein Ortsteil der Stadt Regen.

## Geschichte
Die Burgruine Weißenstein wurde in einer Höhe von 758 Meter über dem Meeresspiegel auf dem Pfahl erbaut. Die erste Burg entstand etwa um 1100 durch die Grafen von Bogen. Nach dem Aussterben des Geschlechts ging sie 1242 an die bayerischen Herzöge (Wittelsbacher). Im Jahr 1308 übernahmen die Herren von Degenberg die Festung, lehnten sich im Jahr 1468 gegen den Bayerischen Herzog auf, was zur Belagerung und Zerstörung von Burg Weißenstein führte. 1602 fiel die Burg wieder an Bayern. Im Dreißigjährigen Krieg wurde sie von den Schweden beschädigt, aber wieder aufgebaut. 1740 stürzte der Südteil der schon baufälligen Burg ein. 1742 wurden die noch bestehenden Gebäude von den Panduren niedergebrannt.

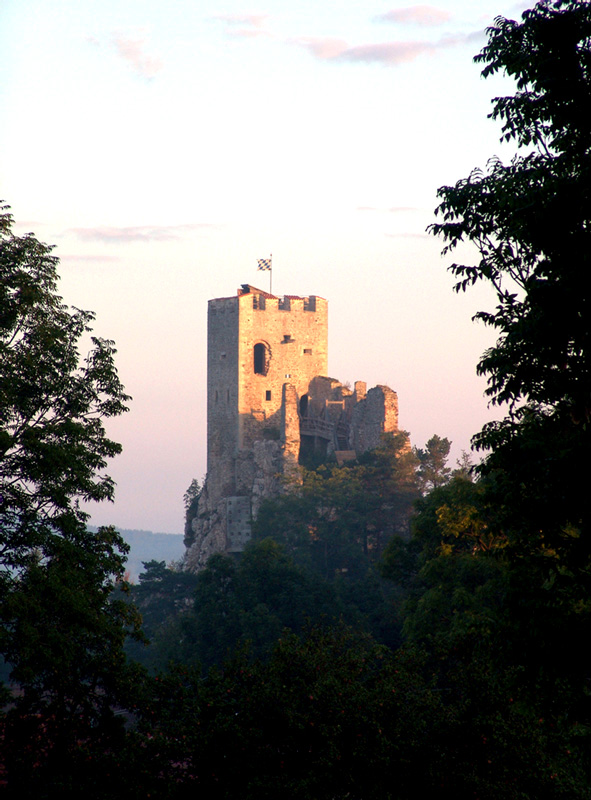
Burgruine Weißenstein

## Baudenkmäler
Neben der Burgruine sind vier weitere Objekte im Ort in der Liste der Baudenkmäler in Weißenstein eingetragen:
- Wohnhaus Nummer 24, zweigeschossig, wohl zweite Hälfte 18. Jahrhundert
- Wohnhaus Nummer 25, zweigeschossig, im Kern 15./16. Jahrhundert
- Bauernhaus Nummer 115, ein- beziehungsweise zweigeschossiger Bau, mit Stallteil nach Nordwesten, Türsturz bezeichnet mit „1833“.
- Kapelle am Gemeindeberg, 1820, mit Ausstattung und Totenbretter-Gruppe

## Gegenwart
In dem Dorf gibt es ein reges Vereinsleben wie Freiwillige Feuerwehr, Eisschützen, Schnupfer-Club. Im Sommer und im Winter suchen hier Touristen Erholung in der Natur.

## Personen
Der Dichter Siegfried von Vegesack (1888–1974) lebte lange Zeit im Ort und machte ihn mit seinen Büchern, wie „Das fressende Haus“, bekannt.